# Heteroserolis tuberculata
Heteroserolis tuberculata là một loài chân đều trong họ Serolidae. Loài này được Grube miêu tả khoa học năm 1875.